# 処遇
| ウィキペディアには「処遇」という見出しの百科事典記事はありません（タイトルに「処遇」を含むページの一覧/「処遇」で始まるページの一覧）。 代わりにウィクショナリーのページ「処遇」が役に立つかもしれません。 |